# العامرية (رداع)

تعديل مصدري - تعديل

حارة العامرية هي إحدى حارات مدينة رداع أحد مدن محافظة البيضاء، بلغ تعداد سكانها 460 نسمة حسب تعداد اليمن لعام 2004.